# Кузнецове
Кузне́цове (1963 р. об'єднано село Стара Головльова + село Бакшала) —  село в Україні, у Доманівській селищній громаді Вознесенського району Миколаївської області. Населення становить 706 осіб. Через село протікає р. Бакшала. Колишній орган місцевого самоврядування — Щасливська сільська рада.

## Населення

### Мова
Розподіл населення за рідною мовою за даними перепису 2001 року:
| Мова            | Кількість | Відсоток |
| --------------- | --------- | -------- |
| українська      | 668       | 94.62%   |
| румунська       | 22        | 3.12%    |
| російська       | 14        | 1.98%    |
| інші/не вказали | 2         | 0.28%    |
| Усього          | 706       | 100%     |